# NK Čaporice
NK Čaporice je nogometni klub iz Čaporica nadomak Trilja, Dalmacija, Hrvatska. Osnovan je 1997. godine. U sezoni 2020./21. se natječe u 2. ŽNL Splitsko-dalmatinska. Adresa kluba je Čaporice bb, 21 240 Trilj.
U sezoni 2008./09. pokrenut je seniorski sastav koji je se uključio u sustav natjecanja 1. županijske lige Splitsko-dalmatinske županije. Osim seniorske klub ima omladinski pogon s pet uzrasta, sveukupno brojeći preko 200 registriranih nogometaša. U klubu postoje ekipa veterana.

## Grb kluba
Krug s plavim obrubom na kojem piše Nogometni klub Čaporice. U sredini kruga je veliko slovo Č sastavljeno od crvenih i bijelih polja kvadrata, unutar kojega je prikazan stilizirani grozd grožđa.

## Igralište
Nogometni Klub Čaporice Trilj ima igralište dimenzija 106x60m s vrlo kvalitetnim travnjakom, pomoćni teren manjih dimenzija (85x45m), a oba objekta imaju tribine za gledatelje i zgradu u kojoj se nalaze svlačionice i klupske prostorije.